# Dmitri Wladimirowitsch Maruschtschak
Dmitri Wladimirowitsch Maruschtschak (russisch Дмитрий Владимирович Марущак, wiss. Transliteration Dmitrij Vladimirovič Maruščak; * 13. November 1980 in Taschkent) ist ein ehemaliger russischer Freestyle-Skier. Er war auf die Disziplin Aerials (Springen) spezialisiert.

## Werdegang
Maruschtschak startete im Dezember 1995 in Raubichi erstmals im Europacup, wobei er den 27. Platz errang und zu Beginn der Saison 2002/03 in Mont-Tremblant erstmals im Freestyle-Skiing-Weltcup, wobei er auf den siebten Platz kam. Im weiteren Saisonverlauf erreichte er mit Platz fünf in Lake Placid seine beste Platzierung im Weltcup und zum Saisonende den 21. Platz im Aerials-Weltcup. Beim Saisonhöhepunkt, den Weltmeisterschaften 2003 in Deer Valley, sprang er auf den 28. Platz. In der Saison 2003/04 und 2004/05 errang er mit je zwei Top-Zehn-Platzierungen den 24. sowie den 23. Platz im Aerials-Weltcup. Bei den Weltmeisterschaften 2005 in Ruka wurde er Elfter und bei den Weltmeisterschaften 2007 in Madonna di Campiglio Sechster. In der Saison 2007/08 kam er im Weltcup zweimal unter den ersten Zehn und errang mit dem 16. Platz im Aerials-Weltcup sein bestes Gesamtergebnis. In der folgenden Saison wiederholte er in Deer Valley mit Platz fünf sein bestes Ergebnis im Weltcup und belegte bei den Weltmeisterschaften 2009 in Inawashiro den 19. Platz. In der Saison 2009/10 wurde er russischer Meister und kam bei seiner einzigen Teilnahme an Olympischen Winterspielen im Februar 2010 in Vancouver auf den 20. Platz. Zudem absolvierte er in Lake Placid seinen 50. und damit letzten Weltcup, welchen er auf dem 26. Platz beendete.

## Erfolge

### Olympische Spiele
- 2010 Vancouver: 20. Platz Aerials

### Weltmeisterschaften
- 2003 Deer Valley: 28. Platz Aerials
- 2005 Ruka: 11. Platz Aerials
- 2007 Madonna di Campiglio: 6. Platz Aerials
- 2009 Inawashiro: 19. Platz Aerials

### Weltcupwertungen
| Saison  | Gesamt | Gesamt | Aerials | Aerials |
| Saison  | Platz  | Punkte | Platz   | Punkte  |
| ------- | ------ | ------ | ------- | ------- |
| 2002/03 | 53.    | 42     | 21.     | 252     |
| 2003/04 | 77.    | 11     | 24.     | 128     |
| 2004/05 | 71.    | 10     | 23.     | 115     |
| 2005/06 | 112.   | 6      | 31.     | 63      |
| 2006/07 | 75.    | 8      | 26.     | 51      |
| 2007/08 | 51.    | 18     | 16.     | 160     |
| 2008/09 | 75.    | 12     | 25.     | 71      |
| 2009/10 | 66.    | 11     | 24.     | 68      |

### Weitere Erfolge
- 1 russischer Meistertitel (2010 Aerials)